# Thyroxine
La thyroxine ou T4 est une hormone thyroïdienne agissant comme une prohormone devant être désiodée en triiodothyronine, ou T3, par la thyroxine 5'-désiodase pour être pleinement active. Elle est biosynthétisée chez les mammifères dans la thyroïde par iodation de la thyroglobuline sous l'action de l'iode introduit dans les cellules par la pendrine et oxydé en iode atomique par la thyroperoxydase, une enzyme dont l'expression est accrue par la thyréostimuline (TSH). Elle est inactivée par la thyroxine 5-désiodase, qui la convertit en 3,3',5'-triiodothyronine ou « T3 inverse », isomère inactif de la T3.
Les hormones thyroïdiennes jouent un rôle important dans le métabolisme énergétique et agissent en relation avec d'autres hormones, telles que l'insuline, le glucagon, l'adrénaline ou encore l'hormone de croissance.
La L-thyroxine (énantiomère S-(–), ou lévothyroxine) est synthétisée en laboratoire comme médicament contre l'hypothyroïdie ou comme traitement à vie en cas de thyroïdectomie. Elle est prise sous forme de comprimés à raison de 12,5 μg à 200 μg par jour, habituellement une demi-heure avant le petit déjeuner afin d'en maximiser l'absorption dans la mesure où elle est mal absorbée par l'intestin. Elle peut également être administrée par intraveineuse dans les cas d'hypothyroïdie sévère.

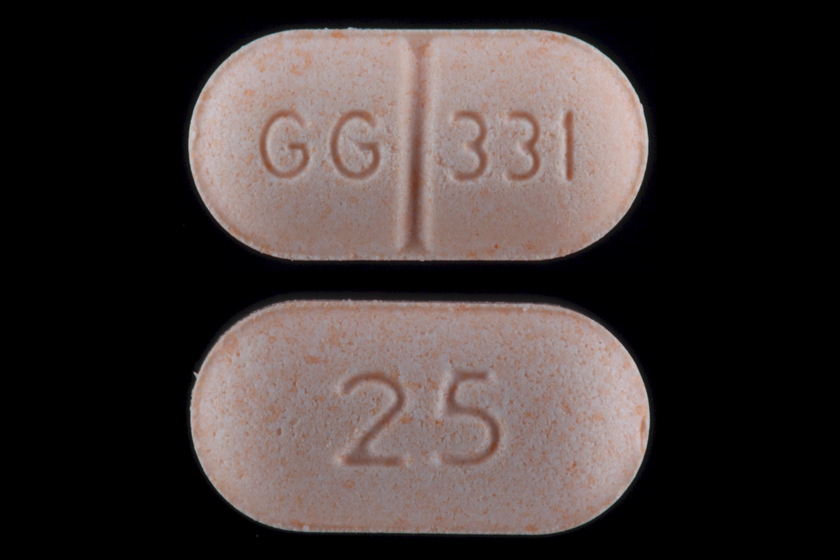
Comprimés de 25 µg de lévothyroxine générique.